# Gottfrid Lård
Johan Gottfrid Lård, född 24 juni 1895 i Hudiksvall, död där 25 januari 1981, var en svensk målare och tecknare.
Lård studerade vid Konsthögskolan i Stockholm och vid Académie de la Grande Chaumière i Paris. Han medverkade i Länsutställningarna på Gävle museum. Hans konst består av porträtt, figurkompositioner, blomstudier, och landskap med motiv från Pålsjöskogen, Helsingborg och Hudiksvall utförda i olja eller akvarell. Han är representerad med ett självporträtt på Arvika folkhögskola samt i Moderna Museet och Hälsinglands museum.